# فرودگاه چلیابینسک شاگول
فرودگاه چلیابینسک شاگول (به روسی: Шагол) فرودگاهی واقع در چلیابینسک در کشور روسیه است.